# John Talbot (1712-1756)
John Talbot (1712 – 23 settembre 1756) è stato un politico e magistrato inglese.

## Biografia
Era il terzo figlio di Charles Talbot, I barone Talbot, che fu Lord Cancelliere (1733-1737). Studiò giurisprudenza alla Lincoln Inn.
Divenne giudice di Brecon, deputato parlamentare per la città (1734-1735) e giudice di Chester (1740-1756).

## Matrimonio
Nel mese di agosto 1748, sposò Catherine Chetwynd, figlia di John Chetwynd, II visconte di Chetwynd. Ebbero quattro figli:
- John Chetwynd-Talbot, I conte Talbot (1749-1793)
- William Henry Talbot (? - 1782)
- George Talbot: sposò Anne Beauclerk, figlia di Lord Henry Beauclerk, nel 1794
- Charles Talbot (? - 1804)

## Morte
Nel mese di dicembre 1755, Talbot fu nominato board of Trade, ma morì l'anno successivo.